# Manuel Galiano
Manuel Galiano Delgado fue un escultor español del siglo XX. La mayor parte de sus creaciones son esculturas religiosas destinadas a procesionar durante las celebraciones de Semana Santa. Sus obras más conocidas son la Virgen de los Desamparados (1923), talla en madera que pertenece a la Hermandad de San Esteban (Sevilla), la Virgen de la Candelaria (1924) de la Hermandad de la Candelaria (Sevilla), el cristo del Santo Entierro (1943) de la Hermandad de la Soledad de Mairena del Alcor (Sevilla) ubicado en la capilla del Cristo de la Cárcel de esta localidad y la Virgen de las Amarguras y Jesús Nazareno, esculturas fechadas entre 1930 y 1940 que pertenecen a la Hermandad de Jesús Nazareno de la localidad leonesa de Sahagún. Además de escultor fue restaurador, dorador y pintor, en 1925 restauró la imagen de la Virgen del Prado de Higuera de la Sierra que resultó dañada en un incendio y en 1928 restauró la talla de Jesús del Silencio ante el desprecio de Herodes de la Hermandad de la Amargura (Sevilla).